# Los Escalones
Los Escalones es una pequeña población de la parroquia ovetense de Piedramuelle, en el Principado de Asturias (España).
Localizada en las inmediaciones de la carretera nacional N-634 y de la autovía A-63 (en el erróneamente llamado enlace de Latores), cuenta con 85 habitantes (INE 2005).
De poblamiento relativamente reciente (siglo XIX aproximadamente), ha sufrido en los últimos 20 años un importante crecimiento, como el resto de la parroquia, debido a su cercanía a Oviedo (apenas 3 kilómetros) y al desarrollo de construcciones residenciales.
Pese al éxodo semirrural que ha sufrido la zona durante los últimos años, destaca la supervivencia del bar "Gonal",en el que antiguamente se reunían los habitantes del pueblo para "echar la partida" y relacionarse socialmente. El nombre de este bar nace del acrónimo de los apellidos de sus primeros propietarios, González y Alonso. Estos dos apellidos son muy frecuentes entre los vecinos de Los Escalones, ya que muchos de ellos descienden de una u otra de esas familias.
Actualmente, junto al núcleo de casas más antiguo, se encuentra una pequeña urbanización de chalets. Antiguamente, en esos mismos terrenos, se encontraba una fábrica de ladrillos y tejas...de ahí que, aún hoy, muchos vecinos sigan denominando a esa urbanización como "La Tejera".
- Datos: Q11198573